# Palazzo Ducale di Pastrana
Il palazzo Ducale di Pastrana è un edificio in stile rinascimentale progettato nel XVI secolo dall'architetto Alonso de Covarrubias, ed ubicato a Pastrana (Guadalajara, in Spagna). Venne dichiarato Monumento Nacional nel 1941 e Conjunto Histórico-Artístico nel 1966.

## Descrizione
Il palazzo ha pianta quadrata con torri agli angoli e cortile centrale (progettato da Antonio Fernández Alba). Dispone anche di un giardino terrazzato sul retro. Per vari motivi legali, il palazzo non fu mai ultimato.
La facciata è in muratura, con pochi ornamenti. Al centro, si distingue per il suo carattere all'italiana e si può leggere la scritta "De Mendoza e La Cerda". All'interno sono conservati cassettoni in stile plateresco e di Covarrubias. I pavimenti sono in piastrelle in stile Toledo moresco e mobili cinesi del XIX secolo decorano la parte inferiore del palazzo, mentre arazzi di Luis Cienfuegos adornano le pareti.

## Storia

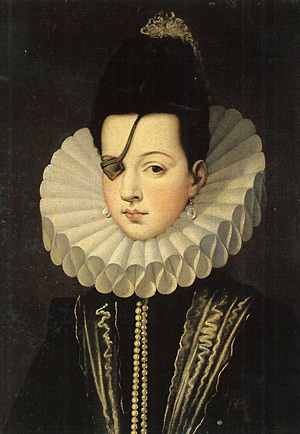
La principessa di Éboli, padrona del palazzo e qui reclusa, fino alla fine dei suoi giorni, per ordine di Filippo II di Spagna.

Il progetto risale al 1541, anno di acquisto della villa di Pastrana da parte di Ana de la Cerda y Castro, divenuta poi Principessa di Éboli. Nel 1581 Ana de Mendoza, principessa di Eboli fu incarcerata nel suo palazzo, dove morì assistita da sua figlia minore, Ana de Silva (poi divenuta suora) e da tre cameriere. Nel palazzo è ben noto un balcone con grata che si affaccia sulla piazza de la Hora, dove la principessa malinconica si affacciava. Dopo la fuga di Antonio Pérez nel Regno d'Aragona (1590), Filippo II fece mettere delle sbarre alle porte e alle finestre del palazzo Ducale.

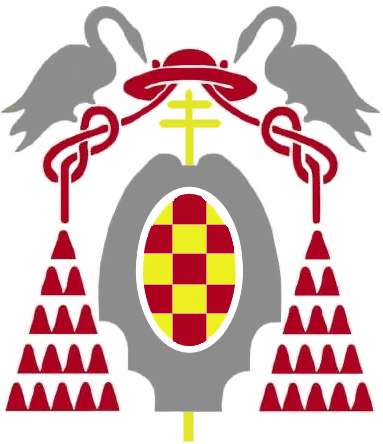
Stemma dell'Università di Alcalá.

Questo palazzo è anche il luogo in cui nacque Maria Anna d'Austria, figlia di Maria de Mendoza e Don Giovanni d'Austria.
Nel 1997, l'Università di Alcalá acquistò, restaurò e completò il palazzo su progetto degli architetti Carlos Clemente e Antonio Fernández Alba.